# ロックマン 甦るブルース
『ロックマン 甦るブルース』（ロックマン よみがえるブルース）はカプコンのアクションゲーム、ロックマンシリーズを原作とする池原しげとの漫画。講談社のデラックスボンボンにて1994年の2月号から同年6月号にかけて連載された。単行本も、同年7月6日に「講談社コミックスボンボン（ボンボンKC）」レーベルで発行された。書籍コードは、ISBN 9784063217070。

## 概要
1991年の『ロックマンワールド』（コミックボンボン夏増刊号掲載）以来、ロックマンシリーズのコミカライズを数多く手掛けた池原しげとによる初のオリジナルストーリー作品である。連邦政府主催の「ロボット博覧会」に出展されていたロボットたちに加え、エンカーやパンクなどワイリーのロボットをも洗脳して配下とし、ロボット独立国の建国を掲げて反乱を起こしたブルースと、ロックマンの戦いが描かれている。
- ロックマンがスーパーロックバスターを装備している
- ビートが登場している
- ロックマンキラーズであるエンカーやパンクが登場している

など、キャラクターなどは『ロックマン5』およびゲームボーイ作品の『ロックマンワールド4』辺りの設定が適用されており（ただし後者で登場したオリジナルキャラクターは未出）、コミカライズされなかった『ロックマン3』の設定の一部（ワイリーの改心）も盛り込まれている。

## ストーリー
Dr.ワイリーも改心し世界は平和を取り戻した。ロックはライト博士らと共に連邦政府主催の世界ロボット博覧会を訪れ、久しぶりの休暇を満喫していたが、その会場にて未曾有の事件に巻き込まれることになる。世界一の怪力ロボット「テリー1号」を初めとする博覧会に出展されていた最先端技術で造り上げられたロボットたちが、突然謎の潜水艦の発する怪電波によって狂わされ、その多くが奪い去られてしまう。しかも奪われたテリー1号は後日銀行を襲い略奪行為を働くという、最悪の事態を引き起こしたのだった。ロックは過去のケースから今度の事件もワイリーの関与を疑うが、そんな彼の目の前で暴走するテリー1号を鎮圧したのはかつて彼と戦ったDr.ワイリーのロボットたちだった。
今回の事件ではワイリーのロボットもテリー1号らと同様に何体かが謎の敵に奪われてしまいそれを取り戻すため、また自身が製作した数多くの戦闘用ロボットたちの力を平和のために役立てる目的で、治安維持機関ワイリーパトロールを設立したのだと言う。ワイリーの改心に歓喜し、ライト博士の意向もあって彼と協力して各地で勃発する暴走ロボットたちの鎮圧に向かうロック。ワイリーパトロールの加勢もあって、順調に暴走するロボットたちを退治していくロックたちだったが、そんな中突然姿を現したブルースは、暴走ロボットの逃亡を幇助するかのようにロックたちの前に立ちはだかった。

## 登場キャラクター

### メインキャラクター
ロックマン
Dr.ライト製作の家庭用ロボットロックが平和のために戦闘用ロボットとしての力を得た姿。世界征服を企む悪の天才科学者Dr.ワイリーの野望を幾度も阻止してきたヒーローである。
今回の事件では改心したワイリーと共にブルース率いるロボット反乱軍と戦うことになる。

ブルース
ロックの試作型ロボット（ただしロックはそのことを知らない）。過去の戦いの中で幾度もロックを助けてきたが、今作においては暴走ロボットを守りロックやワイリーパトロールを攻撃するなど不審な行動が目立つ。
後にロボットのロボットによるロボットのための平和な国ロボット独立国の建設を目論み、今回の事件を画策した首謀者であると、暴走ロボットを率いていたエンカーの口から語られるが、実際にロボット島にて、ロボット反乱軍の指揮を執っていたのはワイリーが彼の姿を模して作り上げたワイリーブルースだった。
ワイリーブルースの正体とワイリーの計画の全貌をロックに告げ、自分の名を騙るワイリーブルースに挑むも、本物である自分を上回る戦闘能力を誇るワイリーブルースの前に敗れ去ってしまう。そしてワイリーブルースがロックの手で倒された後、コサック博士の手で修理され最終決戦では戦線復帰している。

Dr.ライト
ロボット工学界の権威として著名な科学者にしてロックマンの生みの親。
唐突なワイリーの改心を訝しんではいたが、そのためにワイリーのロボットに拉致されてしまい、彼に成り代わった偽者によってその立場を利用されてしまう。アイスマンなど彼が作ったロボットも、ワイリー側に就いている。

Dr.ワイリー
世界征服を企む悪の科学者。
幾度にも渡るロックとの戦いを経て改心し、平和のために治安維持機関ワイリーパトロールを設立するが、結局はロボット博覧会出展ロボット強奪事件など一連の事件の真の首謀者であった。
ワイリーブルースやパンクらに博覧会に出展された高性能ロボットたちを洗脳改造させロボット反乱軍として破壊行為をさせる一方で、自身のロボットを治安維持機関ワイリーパトロールとして連邦政府に認可させ、その鎮圧に当たらせることで政府内での信用を勝ち取ると共に権力を握り、やがては政府を乗っ取ろうとする画策する。
連邦政府がワイリーパトロール抜きにロボット反乱軍に抗する術を全く持たなかったことに付け込み、着実に発言権を強化したワイリーの目論見通りワイリーパトロールは世界中に支部を拡大させていき、最終的には連邦軍すら動かせるほどの強大な権力を得るに至った。しかしその目論見はかつて彼が利用したコサック博士の手によって看破され、計画そのものもコサック軍団と正気に戻った反乱軍ロボットたちの加勢を得たロックの手で阻止されることになる。
ワイリーパトロール本部の最終決戦においてはワイリーも自ら新型のワイリーマシーンに搭乗しロックとブルースの二体を迎え撃ち、攻防一体型兵器ワイリーバリアボールで二体を圧倒するも、ロックとブルースの合体チャージショットの前に敗れ去った。

Dr.コサック
ロシアのロボット工学者。かつて娘のカリンカをワイリーに捕らえられ、彼の世界征服計画に加担させられてしまった過去を持つ。
号外記事にてロックの敗北（パンクの潜水艦に乗り込み消息を絶ったロックを敗北したと推測した偽ライト博士の会見記事）とワイリーパトロールの軍備拡張を知ったコサック博士は、その真相をライト博士に問い質すべくカリンカと共にライト研究所を訪れるが、そこで彼が見たものはバラバラに分解されたロールやビート、エディらの無残な姿だった。
コサック博士自身かつてワイリーに利用された過去を持ち、なおかつこの異常極まる光景を目の当たりにしたこともあり、いよいよワイリーとワイリーパトロールへの疑念を濃くした彼は独自の調査に乗り出す。その結果、この事件がワイリーが自らの世界征服計画のために引き起こした自演劇であったことが明らかになった。
真相を知った彼はリングマン、ファラオマン、ダイブマン、ダストマンを率い、ロボット島でロックと合流するとその全てをロックに告げる。さらにワイリーブルースに敗れ破壊されたブルースの修理をも引き受けるなど、この事件の解決に多大な貢献を果たす。
なお、本作に登場するコサック製ロボットのうち、トードマンだけはワイリー側に就いている（雑誌が掲載された当初はドリルマンとダストマンもワイリーパトロールのロボットとして登場したが、単行本では修正されている）。

### ボスキャラクター
エンカー
ブルースによって奪われたワイリーのロボットの一体。パンクが艦長を務める巨大潜水艦内部でロックを迎え撃つ。
ロックバスターを吸収し自らのエネルギーに変えるミラーバスターを駆使しロックを苦しめるも、エネルギー吸収の際にダメージを負ってしまう弱点を看破され敗北。
ロックとは既に面識があるような会話をしているが池原しげとによるコミカライズ版『ロックマンワールド』では未登場であり、同作者のロックマン作品では本作が初登場である。

パンク
エンカー同様ブルースの手でワイリーの元から奪い去られていたロボット。
多くのロボットを洗脳し拉致した巨大潜水艦の艦長を務めている。
『ロックマンワールド3』よりスピードが強化されている。同作では「アイムパンク」としか台詞がなかったが、本作においては普通に会話している。
ラッシュの前脚を切断するなど奮戦を見せるが、前回の戦いで既に動きを見切られていたロックの前に敗北する。

### オリジナルキャラクター
メンゴ
ワイリーの元でワイリーパトロールの営業マネージャーを務める男。黒スーツに黒メガネという風貌だが、話術に長け世間的には侵略者扱いだったワイリーロボを治安維持部隊ワイリーパトロールとして認知させ、その売り込みに成功する。

偽Dr.ライト
ライト博士の立場を利用しロックと連邦政府を味方に抱え込むためにワイリーが製作したロボット。
まんまと本物のライト博士を拉致し彼に成り代わった後は、生みの親の立場からロックにはワイリーパトロールへの協力を呼びかけ、連邦政府に顔の利く立場をも利用して、ワイリーパトロール無しにブルース率いる反乱軍に抗する術を持たない連邦政府に対し、ワイリーパトロールへの予算投資の拡張も認可させるなど、ワイリーパトロールの勢力拡大に多大な貢献をした。
コサック博士の手で全てが明らかになった後も偽のライト博士は、ロックを懐柔しワイリーへ協力させようと試みるが、ロックがそんな戯言に応じるはずも無く不首尾に終る。最後の悪足掻きをするワイリーと共にロックを倒そうと彼を羽交い絞めにするも、コサック博士の手で修理され本物のライト博士を救出したブルースの手で偽のライト博士は破壊された。

テリー1号
ロボット博覧会に出展されていた、高性能ロボット。「世界一の力持ち」との触れ込みで発表され、博覧会場では巨漢である自分の背丈の四、五倍はあろうかと言う巨大な鉄柱を抱え上げるパフォーマンスを行いその性能の程を見せ付ける。
しかし他の博覧会出展ロボットたちと共にパンクの潜水艦に拉致されてしまい、後日同様に奪われた他のロボットと共に銀行強盗を働いてしまう。そして駆けつけたロックやワイリーパトロールのシャドーマン、ジェミニマン、ニードルマンらと交戦。彼らの手によって破壊された。

ワイリーブルース
博覧会出展ロボットの拉致に始まる一連の事件をブルースの仕業に見せかけるために、ワイリーがブルースの姿に似せて作り出したロボット。
巨大人工島ロボット島を本拠とし、ロボット反乱軍の指揮を執る。
当初はブルースに成りすまし言葉巧みにロックを反乱軍に誘おうと試みるワイリーブルースだったが、本物のブルースの出現で追い詰められ遂に本性を現した（その際にはバイザーにWの字が浮かび上がる）。両腕をバスターに変じる「ツインバスター」に、槍としても扱える楯「ブルーススピア」を装備し、自ら「本物以上」と豪語するまでに圧倒的な戦闘能力を誇るワイリーブルースを前に本物のブルースさえも鎧袖一触に倒されてしまい、反乱軍ロボットとの連携でロックも窮地に陥れられてしまう。
しかしコサック軍団の加勢を得て一対一の形勢に持ち込むと、その卑劣な遣り口に激昂したロックはミラーバスター、スクリュークラッシャーを駆使して遂にワイリーブルースを打ち倒したのだった（時を同じくして本物のブルースが仕掛けた爆弾によって反乱軍のロボットたちを操っていたコンピュータも破壊され反乱軍ロボットたちは正気に戻った）。